# Noch bin ich nicht, wer ich sein möchte
Noch bin ich nicht, wer ich sein möchte (Originaltitel Ještě nejsem, kým chci být, englischer Festivaltitel I’m not Everything I Want to Be) ist ein tschechisch-slowakisch-österreichischer Dokumentarfilm unter der Regie von Klára Tasovská aus dem Jahr 2024. Der Film feierte im Februar 2024 auf der Berlinale seine Weltpremiere in der Sektion Berlinale Panorama.

## Handlung
Nach der Niederschlagung des Prager Frühlings 1968 begibt sich die tschechoslowakische Fotografin Libuše Jarcovjáková auf die Suche nach der Freiheit. Ihr Ziel ist es, dem unterdrückerischen Regime zu entkommen.
Der Dokumentarfilm zeigt Arbeit und Leben von Libuše Jarcovjáková, die über lange Zeit die Roma-, Vietnamesen- und Homosexuellengemeinschaften in der Tschechoslowakei dokumentierte. Er begleitet die Fotografin auf der Suche nach der eigenen Sexualität und Identität durch die Großstadt, die Sex, Alkohol und Nacktheit bietet, aber auch graue Langeweile und Konformitätsdruck. Ein Mord im persönlichen Umfeld verändert alles, Jarcovjáková gerät ins Visier der Staatssicherheit. Sie täuscht eine Ehe vor und wandert nach West-Berlin aus. Neue Hindernisse tauchen auf, ein Verkehrsunfall bringt die Fotografin ins Krankenhaus. In Tokio gelingt ihr der Durchbruch als Modefotografin, aber sie ist mit diesem neuen Leben unter kapitalistischen Vorzeichen unzufrieden und kehrt nach Berlin zurück, wo sie ihre eigene künstlerische Arbeit verfolgen kann. Dort arbeitet sie als Putzkraft in einem Kino, um über die Runden zu kommen, und erlebt den Fall der Mauer mit. Nach dem Fall des Eisernen Vorhangs fährt sie nach Prag.
Der Film ist ausschließlich aus einer großen Zahl fotografischer Arbeiten Jarcovjákovás vorrangig in Schwarz-weiß montiert, die zur persönlichen, subjektiven Erzählung und punktuell eingesetzten Musikstücken rhythmisch arrangiert wurden. Dies sind Selbstporträts und Porträts ihres Umfelds, aber auch Reisefotografien und Fotografien im Stadtraum. Ihre Tagebuchaufzeichnungen hielten ihre Erforschung von Beziehungen, Gefühlen, Körper und Seele über mehrere Jahrzehnte fest und dienten als Grundlage für die chronologische Filmerzählung aus ihrer Perspektive. Die Künstlerin liest ihre Erinnerungen im Film selbst vor.

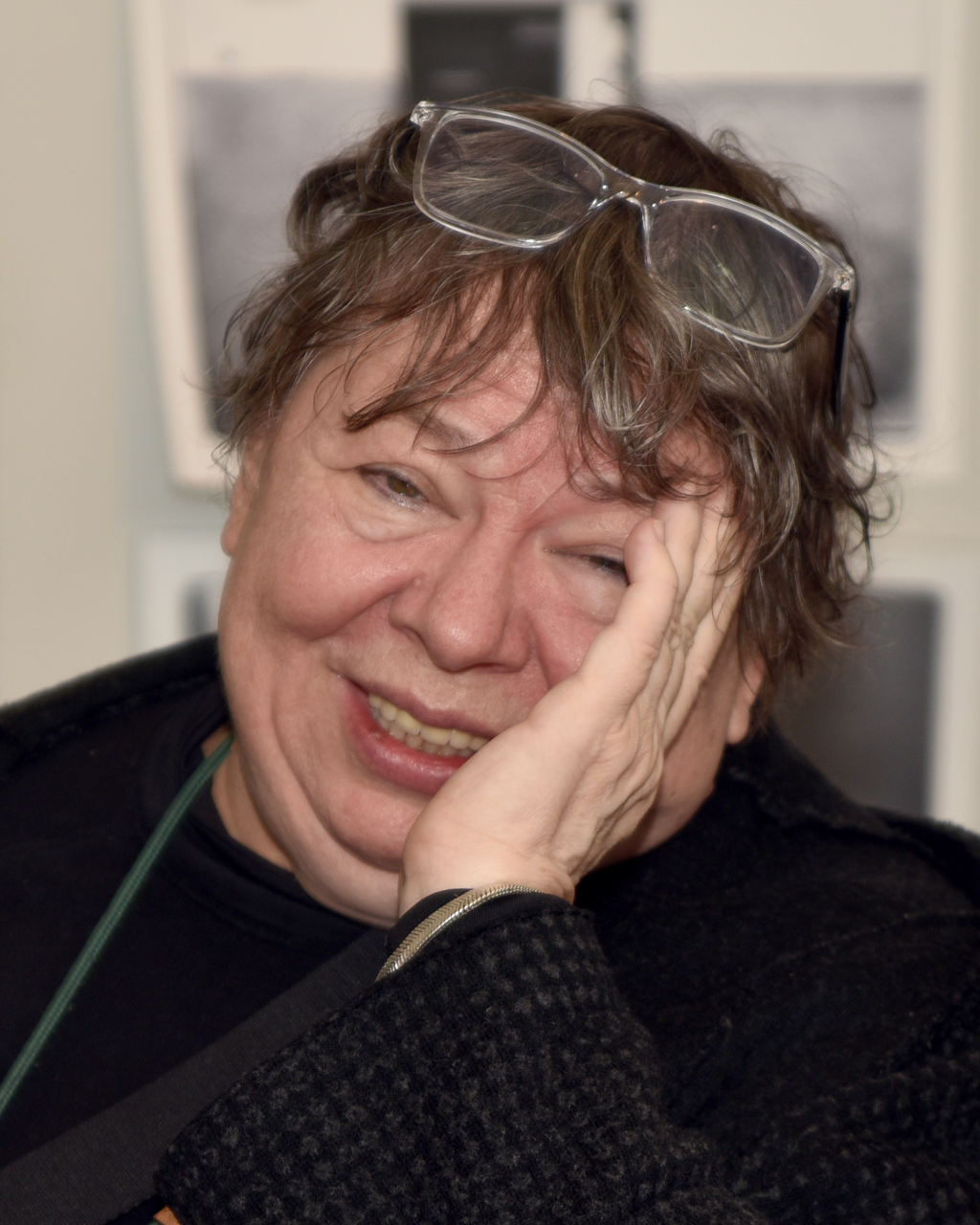
Libuše Jarcovjáková (2023)

## Produktion

### Filmstab
Regie führte Klára Tasovská, das Drehbuch stammt von ihr und Alexander Kashcheev, die Musik komponierten Prokop Korb, Oliver Torr und Adam Matej.
Der Film ist eine Montage ausschließlich aus Fotografien Jarcovjákovás. Zusätzliches Filmmaterial wurde nicht gedreht. Regisseurin Klára Tasovská sichtete während der Covid-19-Pandemie das Fotoarchiv Jarcovjákovás und entdeckte „zehntausende Tagebuchseiten“, die später die Grundlage für die Filmerzählung bildeten.

### Produktion und Förderungen
Produziert wurde Noch bin ich nicht, wer ich sein möchte von Lukás Kokes und Klára Tasovská. Beteiligte Filmfirma war Somatic Films.

### Dreharbeiten und Veröffentlichung
Der Film feierte im Februar 2024 auf der Berlinale seine Weltpremiere in der Sektion Panorama. Der Weltvertrieb liegt in den Händen des österreichischen Unternehmens Square Eyes. In Deutschland wird der Film von Salzgeber verliehen.

## Rezeption
Věra Míšková schrieb in Novinky.cz, Tasovská habe ein „äußerst lebendiges und intensives Porträt einer Fotografin geschaffen, deren wildes und ungezügeltes Schicksal im Film so eindrucksvoll lebendig wird, als ob wir einen Spielfilm sehen würden. Dies wird noch dadurch verstärkt, dass Jarcovjáková selbst aus den Tagebüchern liest.“ Savina Petkova schrieb im Fachmagazin cineuropa.org: „Indem der Dokumentarfilm ihre Fotografien in einer solchen Zeitachse platziert und sie in einem kontinuierlichen Strom denselben Raum einnehmen lässt, macht er darauf aufmerksam, wie es Libuše gelingt, die Grenzen des Framings – sei es in einer Fotografie oder in einem Film – zu überwinden und ein vollständiges Porträt von sich selbst als Frau, als Künstlerin und als ein Dilemma zu entwerfen, das keineswegs gelöst werden muss.“
Das Onlinemagazin Zukunft braucht Erinnerung sieht im Film einen „zutiefst berührenden Dokumentarfilm, in dem die Weltpolitik wie ein grauer Schatten über den Protagonisten schwebt, denen es aber vorwiegend um ihre Körperlichkeit, ihre Beziehungen, ihre Gefühle und ihren alltäglichen Kampf geht.“
Oneal Redux von moviebreak.de ist hingegen der Auffassung, „Klára Tasovskás dokumentarische Diashow“ wirke „handwerklich hilflos; ein apathisches Ablichten gleich den Bildprojektionen aus Kunstgalerien. Dort wäre ihr Film denn auch besser aufgehoben.“

## Auszeichnungen und Nominierungen
Internationale Filmfestspiele Berlin 2024
- 2024: Nominierung für den Panorama Publikumspreis